# GTA5, The cinematographic score
GTA5, the cinematographic score is een studioalbum van Tangerine Dream. In de toelichting bij het album werd vermeld dat de leden van de band al muziek hadden geleverd bij tal van films, maar dat schrijven voor een computerspel nog niet eerder op hun weg was gekomen. Ze zagen ertegen op. De makers van GTA IV namen echter Remote viewing in dat spel op en Edgar Froese, leider van TD, raakte toch geïnteresseerd. Froese ontmoette ontwerper Ivan Pavlovich diverse keren voor Grand Theft Auto V, waarbij op grote schaal computerbestanden werden uitgewisseld. Voor Froese, vanaf 1968 betrokken bij de elektronica en verregaande computerisering voor synthesizers, ging toch een wereld open. Hij leverde voor meer dan 62 uur muziek in voor het spel. Uit dat enorme bestand aan muziek koos hij een aantal nummers en bracht ze uit op deze compact disc.
Eastgate is het eigen platenlabel van de band. Normaliter zijn albums die door het label worden uitgegeven in de (internet)winkels verkrijgbaar. GTA5 is alleen via de eigen website van de band te bestellen. Er is sprake van een gelimiteerde uitgave van 2000 stuks.

## Musici
Tangerine Dream is in dit geval alleen Edgar Froese - alle synthesizers en elektronica

## Muziek
| Nr. | Titel                        | Duur |
| --- | ---------------------------- | ---- |
| 1.  | Place of conclusions         | 5:15 |
| 2.  | Streets of fortune           | 4:54 |
| 3.  | Mission possible             | 4:15 |
| 4.  | Downtown Los Santos          | 5:05 |
| 5.  | Blaine County sunrise        | 5;26 |
| 6.  | Burning the bad seal         | 5:17 |
| 7.  | Beyond the weakest point     | 6:09 |
| 8.  | Sadness, grief and hope      | 4:38 |
| 9.  | Diary of a robbery           | 5:36 |
| 10. | Draw the last line somewhere | 6:13 |
| 11. | The dangerous mile           | 5:42 |
| 12. | Living on a razor edge       | 5:17 |